# المركز العربي الطبي
المركز العربي الطبي مركز طبي تابع للقطاع الخاص، يقع في منطقة الدوار الخامس في جبل عمان في مدينة عمان عاصمة الأردن، تأسس المستشفى سنة 1994.

## معلومات عامة
تأسس المستشفى سنة 1994، يبلغ عدد الأسِرَّةٌ 145 سريراً، ويقدم مجموعة كاملة من الخدمات الطبية والجراحية التي تغطي أغلب التخصصات، وقد خصصت إدارة الطوارئ غرف لحالات الأطفال والأمراض المعدية، ويعالج قسم الطوارئ أكثر من 250 مريضا في المتوسط يوميا.
احتفل المركز باليوبيل الفضي لافتتاحه في نوفمبر 2019 بحملة واسعة شملت تحديث الاجهزة وتجديد الغرف وتطوير انظمة إلكترونية للتواصل مع المرضى واستقبال شكاواهم واقتراحاتهم واستبيان مدى مستوى الرضا عن الخدمات المقدمة، من ضمن نشاطات اجتماعية وخيرية أخرى.

## الخدمات الطبية المقدمة
- الجراحات العامة والتخصصية والدقيقة
- قسطرة القلب والشرايين المتقدمة[5]
- وحدة الكلى الاصطناعية وغسيل الكلى
- وحدات العناية المركزة والحثيثة[6]
- التصوير الاشعاعي والمغناطيسي[7]
- وحدة الاخصاب الصناعي ومعالجة العقم[8]
- عيادات فحوصات القلب التخصصية
- العيادات الخارجية/ الداخلية التخصصية
- الإسعاف والطوارئ[9]
- المختبرات الشاملة[10]
- وحدة التنظير[11]
- وحدة تفتيت الحصى
- وحدة تصحيح البصر والليزك
- قسم الولادة والخداج

## وصلات خارجية
- الموقع الرسمي لوزارة الصحة في الأردن